# Mercedes-Benz CLK-klasa
CLK-klasa je linija coupéa i kabrioleta više srednje klase koju je od 1997. do 2009. godine u dvije generacije proizvodio i prodavao Mercedes-Benz. Automobil je bio građen na istoj platformi kao i tada aktualne generacije limuzina C-klase, dok se dizajnerski više zasnivao na E-klasi.

## Prva generacija
CLK se u coupé izvedbi počeo prodavati u lipnju 1997. godine kao zamjena za dotadašnji coupé E-klase, a godinu dana kasnije predstavljena je njegova kabrioletska inačica.
Ponuda motora sastojala se isključivo od benzinskih motora. Osnovni model bio je CLK 200, pokretan 4-cilindarskim motorom sa 136 KS, dok je jači 4-cilindarskim motorom pokretan model bio CLK 230 Kompressor sa 193 KS. Na nekim je tržištima do 1999. godine u ponudi bio i 4-cilindarskim motorom pokretan CLK 200 Kompressor sa 192 KS. Vrh ponude u početku je činio 6-cilindarskim motorom pokretan CLK 320 s 218 KS, a 1998. godine uveden je i 8-cilindarskim motorom pokretan CLK 430 s 279 KS.
U rujnu 1999. godine u prodaju je ušla lagano redizajnirana izvedba, a iste je godine predstavljena i najsnažnija inačica CLK 55 AMG, pokretana 8-cilindarskim motorom s 347 KS. Od 2000. godine osnovni je model bio CLK 200 Kompressor, pokretan 4-cilindarskim motorom sa 163 KS, dok je motor u modelu CLK 230 Kompressor pojačan na 197 KS. Proizvodnja prve generacije CLK-a završila je u svibnju 2003. godine, kada su s proizvodnih traka sišli posljednji primjerci kabrioletske izvedbe.

## Druga generacija
Potpuno redizajnirana druga generacija coupéa CLK-klase na tržištu se pojavila u svibnju 2002. godine, a godinu dana kasnije svog je nasljednika dobila i kabrioletska inačica.
Osnovni model CLK 200 Kompressor bio je nadalje pokretan 4-cilindarskim benzincem sa 163 KS. U ponudi je ostao i CLK 320, pokretan 6-cilindarskim benzincem s 218 KS. Između modela CLK 200 Kompressor i CLK 320 smješten je model CLK 240, pokretan 6-cilindarskim benzincem sa 170 KS iz prethodne generacije E-klase. Ponudu benzinskih motora su upotpunjavali 8-cilindarskim motorima pokretani CLK 500 s 306 KS i CLK 55 AMG s 367 KS.
Druga generacija CLK-klase po prvi je put u ponudi imala i dizelski motor. Jedini dizelaš u prve je tri godine proizvodnje bio 5-cilindarski motor sa 170 KS u modelu CLK 270 CDI. Kao i kod benzinskog modela CLK 240, radilo se o motoru razvijenom za prethodnu generaciju E-klase.
Coupé inačica je od 2003. do 2005. godine bila dostupna i s 4-cilindarskim benzinskim motorom s izravnim ubrizgavanjem goriva i snagom od 170 KS u modelu CLK 200 CGI.
2005. godine uslijedio je lagani redizajn. Osim promjena u izgledu svjetala i prednje maske te kvalitetnije unutrašnjosti, zastarjeli 6-cilindarski benzinski motori zamijenjeni su znatno snažnijim, tada novorazvijenim motorima, koji su po prvi put ugrađivani u godinu dana ranije predstavljenu drugu generaciju SLK-klase. Model CLK 240 naslijedio je CLK 280 s 231 KS, a CLK 320 nasljednika je dobio u 272 KS snažnim motorom pokretanom modelu CLK 350.
S redizajnom je iz ponude dizelskih motora izbačen 5-cilindraš u modelu CLK 270 CDI, a uvedena su dva novorazvijena motora iz tada aktualne generacije E-klase. Osnovni dizelskim motorom pokretan model bio je CLK 220 CDI sa 150 KS i četiri cilindra, dostupan isključivo u coupé izvedbi, dok je snažniji dizelaš bio 6-cilindarski motor s 224 KS u modelu CLK 320 CDI, koji je bio dostupan i u kabrioletu.
Od 2006. godine u model CLK 500 ugrađivan je novorazvijeni 5,5-litreni 8-cilindarski benzinac s 388 KS, koji je zamijenio prethodno korišten 5-litreni motor s 306 KS. Novorazvijeni 8-cilindarski benzinac od iste je godine ugrađivan i u AMG izvedbu. Model CLK 55 AMG, pokretan 5,5-litrenim motorom s 367 KS, zamijenjen je modelom CLK 63 AMG, čiji je 6,2-litreni motor razvijao 481 KS.
Od 2007. godine osnovni model CLK 200 Kompressor bio je pokretan pojačanim 4-cilindarskim benzincem, koji je umjesto dotadašnje 163 KS razvijao 184 KS. Iste je godine uveden i novi najsnažniji model, CLK 63 AMG Black Series, koji je bio dostupan isključivo kao coupé, a pokretao ga je 8-cilindarski motor iz modela CLK 63 AMG pojačan s 481 na 507 KS.
U svibnju 2009. godine coupé izvedbu CLK-klase naslijedila je coupé izvedba nove E-klase, a kabriolet je nasljednika dobio u ožujku 2010. godine, također kao dio E-klase. Druga generacija CLK-klase prodana je u oko 360.000 primjeraka.

## CLK u automobilističkom sportu
Obje generacije coupéa CLK-klase korištene su kao osnova za trkaće automobile u njemačkom prvenstvu turističkih automobila DTM počevši od 2000. godine, kada je to prvenstvo ponovno pokrenuto nakon četiri godine stanke, a vozač Bernd Schneider je upravo za upravljačem CLK-a osvojio tri naslova prvaka u DTM-u.
U sezoni 2003. posebno prerađen CLK 55 AMG bio je sigurnosni automobil u Formuli 1, a na osnovi istog modela 2004. je godine proizvedena posebna serija pod nazivom CLK DTM AMG, ograničena na samo 100 primjeraka i dizajnom gotovo identična trkaćoj izvedbi korištenoj u DTM-u. Taj je model bio pokretan 8-cilindarskim motorom s 582 KS i imao je ubrzanje od 0 do 100 km/h za 3,9 sekundi.